# ماريو روبالكابا
ماريو روبالكابا (بالإنجليزية: Mario Rubalcaba)‏ هو متزلج لوحي وطبال أمريكي، ولد في 23 يوليو 1972 في سان دييغو في الولايات المتحدة.

## وصلات خارجية
- ماريو روبالكابا على موقع ميوزك برينز (الإنجليزية)
- ماريو روبالكابا على موقع ميوزك برينز (الإنجليزية)
- ماريو روبالكابا على موقع أول ميوزيك (الإنجليزية)
- ماريو روبالكابا على موقع ديسكوغز (الإنجليزية)
- ماريو روبالكابا على موقع ديسكوغز (الإنجليزية)